# Balle aux prisonniers
Pour les articles homonymes, voir Balle et Ballon-chasseur.

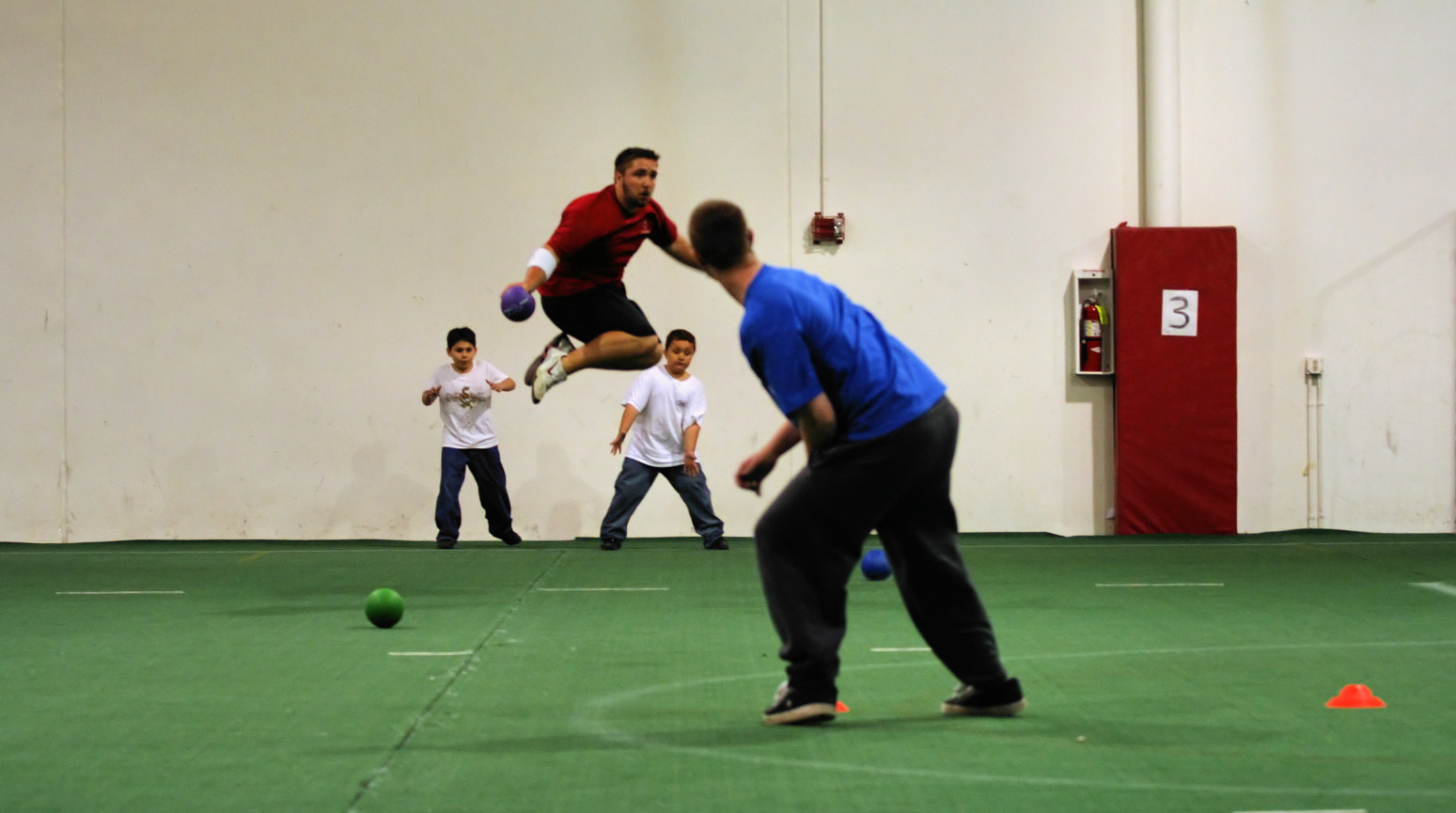
Joueur esquivant une balle aux prisonniers.

La balle aux prisonniers, également appelé ballon prisonnier, balle au camp, balle à deux-camps (en Suisse) balle-chasseur, ou encore ballon-chasseur, est un jeu sportif qui se joue en deux équipes, avec un ballon rebondissant, généralement dans une collectivité comme une école ou un centre de loisirs. Le terrain est partagé en quatre parties contiguës : les camps des deux équipes et leur prison. Le but du jeu est d'éliminer tous les joueurs adverses, en les touchant avec le ballon. En France, ce jeu est très populaire dans les cours de récréation des écoles. Il peut aussi faire l'objet d'une pratique sportive plus rigoureuse : le dodgeball.

## Règle du jeu
- La zone de jeu est divisée en deux camps, un par équipe, et chaque camp est divisé en deux parties. Les deux zones centrales sont les zones libres de chaque équipe. Enfin, les deux zones situées les plus à l'extérieur de la zone de jeu, sont les prisons.
- Le but du jeu est de faire prisonniers tous les membres de l'équipe adverse. Un joueur est fait prisonnier lorsque le ballon, envoyé par un joueur de l'équipe adverse, le touche et retombe ensuite sur le sol. Si le ballon ne touche pas le sol, maîtrisé par le joueur ou un de ses coéquipiers, il n'est pas prisonnier. Si le ballon parvient à toucher plusieurs joueurs et retombe au sol, tous les joueurs touchés sont constitués prisonniers.
- Un joueur prisonnier se déplace dans la prison du camp adverse avec le ballon. Une fois dans la prison, il est libéré s'il arrive à toucher un ou plusieurs joueurs adverses (sans sortir de la prison) et rejoint alors la zone libre de son camp.
- Le possesseur du ballon en zone libre doit se déplacer.
- Lorsque le ballon sort du terrain, il est remis en jeu à partir de la prison de la zone d'où le ballon en est sorti.
- Les joueurs peuvent se faire des passes, de n'importe quelle zone vers n'importe quelle zone, y compris la même que celle du passeur.
- Le dernier joueur éliminé a le droit à plusieurs essais (généralement quatre ou trois selon le niveau du joueur) pour essayer de se délivrer. Chaque joueur en prison peut tenter sa chance, jusqu'à ce qu'un des joueurs se libère.
- Les prisonniers ont le droit de circuler en périphérie du terrain de l'adversaire sans y entrer.
- Les balles qui sont sorties du terrain de l'adversaire sont pour les prisonniers.

## Dodgeball
Le dodgeball est la variante sportive de la balle aux prisonniers. Il n'y a plus de prisons mais une zone de retour des joueurs à l'extérieur du terrain pour les joueurs éliminés en cours de partie. Ces mêmes joueurs pourront refaire partie du jeu à la suite d'une réception de volée d'un de leurs partenaires.

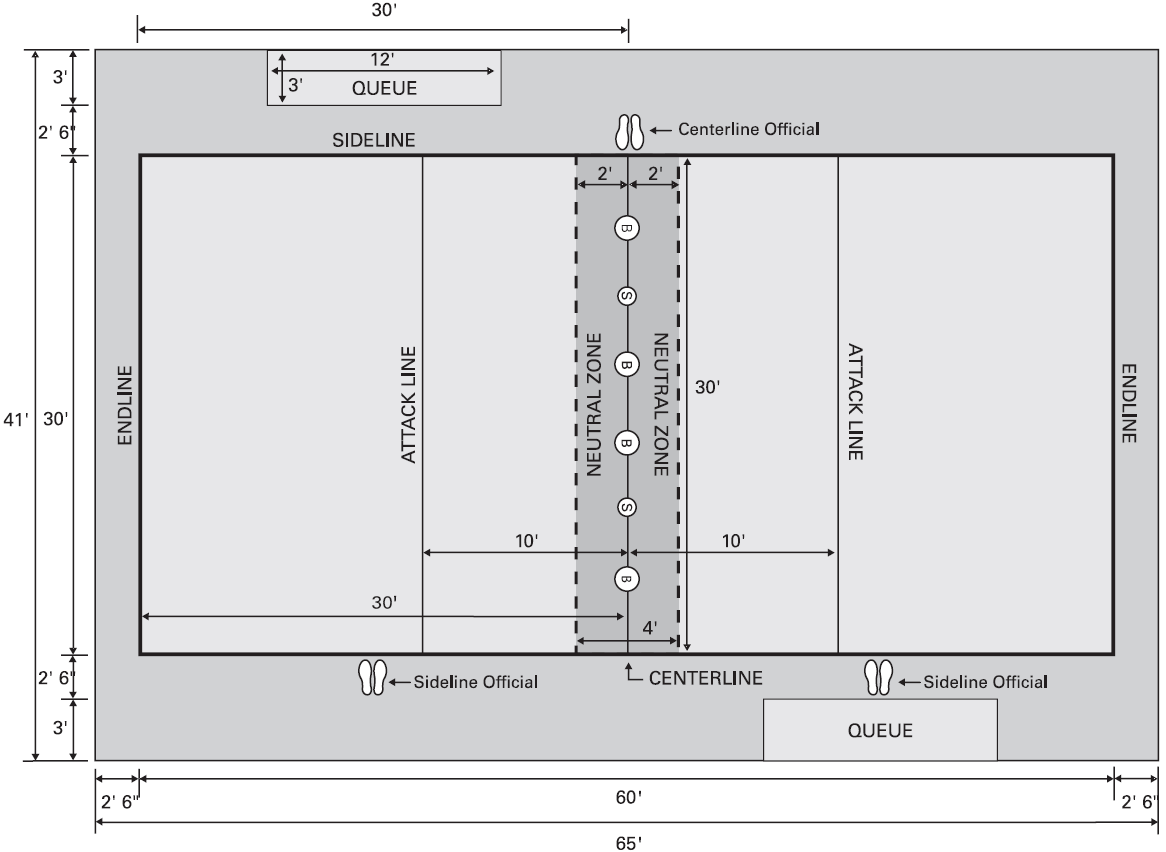
Exemple de terrain de dodgeball, utilisé dans la National Dodgeball League aux États-Unis

### International
Le dodgeball rassemble des millions de joueurs à travers le monde répartis surtout dans les pays anglo-saxons. En Europe, la Fédération européenne de dodgeball rassemble les fédérations nationales européennes existantes afin d'organiser ce sport en Europe. Au niveau national français, par exemple, c'est la Fédération du dodgeball français qui assure ce rôle.[réf. nécessaire]

### France
La Fédération du dodgeball français existe depuis le 1er avril 2013[réf. nécessaire].

## Autres tournois
* Red Bull France a organisé en 2011 et 2012 une compétition nationale auprès des étudiants, appelée Red Bull Balle aux Prisonniers, qui consiste en un tournoi inter-universitaire en 16 qualifications dans toute la France avec une finale nationale. L'édition 2013 a eu lieu en mars.[réf. nécessaire]

## Au cinéma
- Dodgeball ! Même pas mal ! sorti en 2004